# أوي كروجر
أوي كروجر (بالألمانية: Uwe Kröger)‏ (و. 1964  م) هو ممثل، ومغني، وممثل مسرحي، وممثل أفلام ألماني، ولد في هام.

## جوائز
حصل على جوائز منها:

ميدالية الشرف الذهبية للخدمات المقدمة لجمهورية النمسا

## وصلات خارجية
- أوي كروجر على موقع IMDb (الإنجليزية)
- أوي كروجر على موقع ميوزك برينز (الإنجليزية)
- أوي كروجر على موقع ديسكوغز (الإنجليزية)
- أوي كروجر على موقع قاعدة بيانات الفيلم (الإنجليزية)
- أوي كروجر على موقع كينوبويسك (الروسية)

- أوي كروجر في قاعدة بيانات الأفلام على الإنترنت